# متئو موری
متئو موری (متولد ۲ مارس ۲۰۰۰) مدافع اسپانیایی دورتموند است.وی در سال ۲۰۱۹ با دورتموند قرارداد امضا کرد.

## حرفه
وی پس از پیروزی در یوروکاپ U17 در سال ۲۰۱۷ در بازی برای اسپانیا، توجه تیم بارسلونا را جلب کرد و تا پیش از مصدومیت سه بازی در تیم ب انجام داد. بعد از اعلام نتیجه مصدومیت زانو، او توجه باشگاه‌هایی مانند بایرن، یوونتوس و منچستر یونایتد را جلب کرد، و به دقت او را زیر نظر گرفتند؛ اما در پایان این بوروسیا دورتموند بود که او را در سال ۲۰۱۹ بدست آورد. هنگامی که او با تیم آلمانی دورتموند قرارداد امضا کرد، با هم تیمی اسپانیایی خود Paco Alcacer دوباره به هم پیوستند. از زمان پیوستن به دورتموند، وی به دلیل مصدومیت بعد از بازی مقابل سنت گالن، فقط دو بازی انجام داده‌است.